# Emil Röthong
Emil Röthong (* 30. Oktober 1878 in Mülhausen; † 10. September 1970 ebenda) war ein deutscher Kunstturner.

## Biografie
Emil Röthong nahm bei den Olympischen Sommerspielen 1900 in Paris im Einzelmehrkampf teil, wo er den 59. Rang belegte.